# تیم ملی والیبال زنان جمهوری دومینیکن
تیم ملی والیبال زنان جمهوری دومینکن تیم ملی والیبال زنان کشور دومینیکن است.